# Zabłotczyzna (stacja kolejowa)
Zabłotczyzna – towarowa stacja kolejowa i punkt przeładunkowy gazu na szerokotorowej linii nr 59 nieopodal wsi Zabłotczyzna. W bezpośrednim sąsiedztwie stacji ma swoją siedzibę zakład "Cyklon" przeładowujący gaz z cystern kolejowych na samochodowe.
Znajduje się tutaj także odgałęzienie do bazy paliw "Naftobaza"

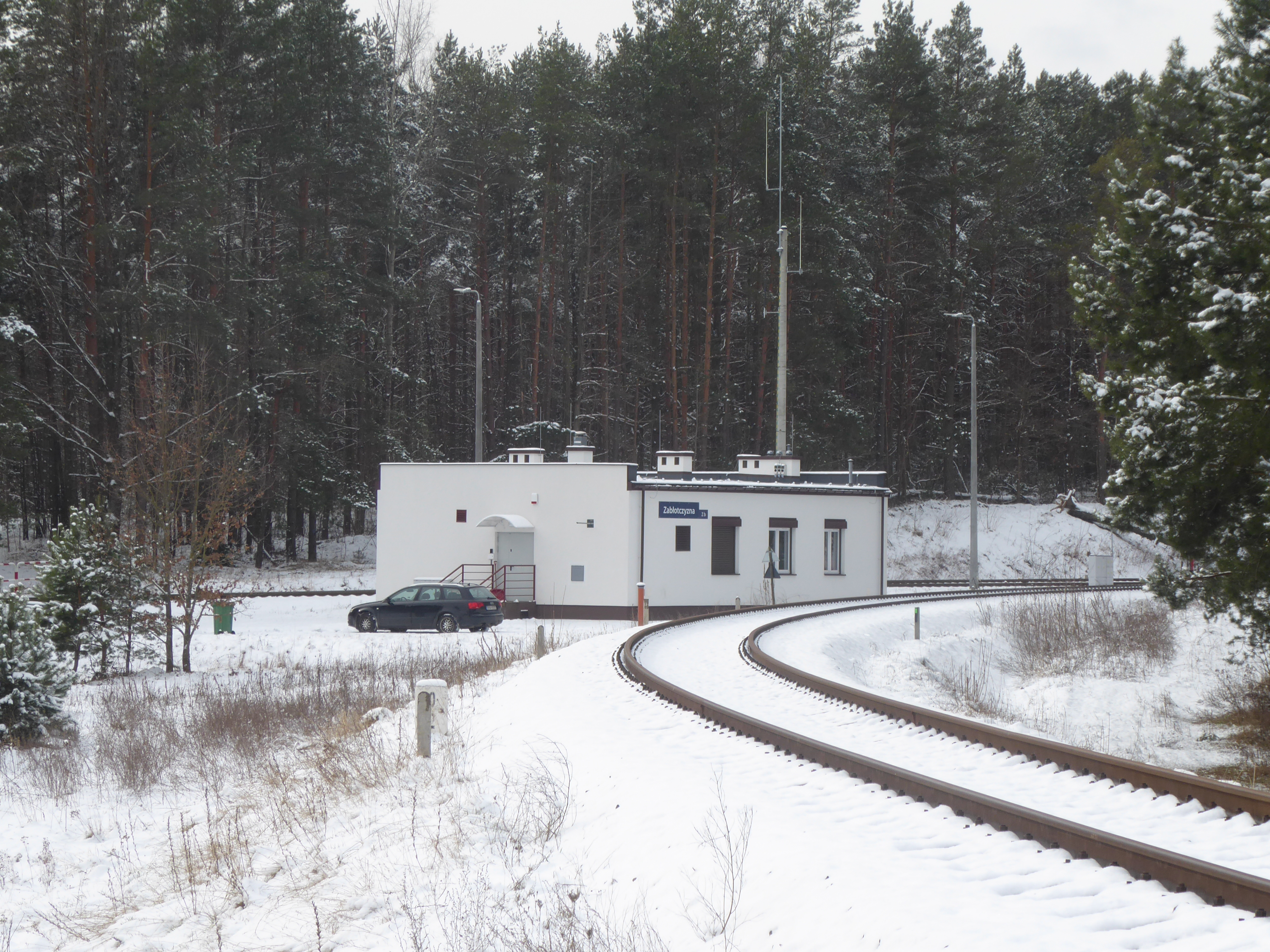
nastawnia "Zb"

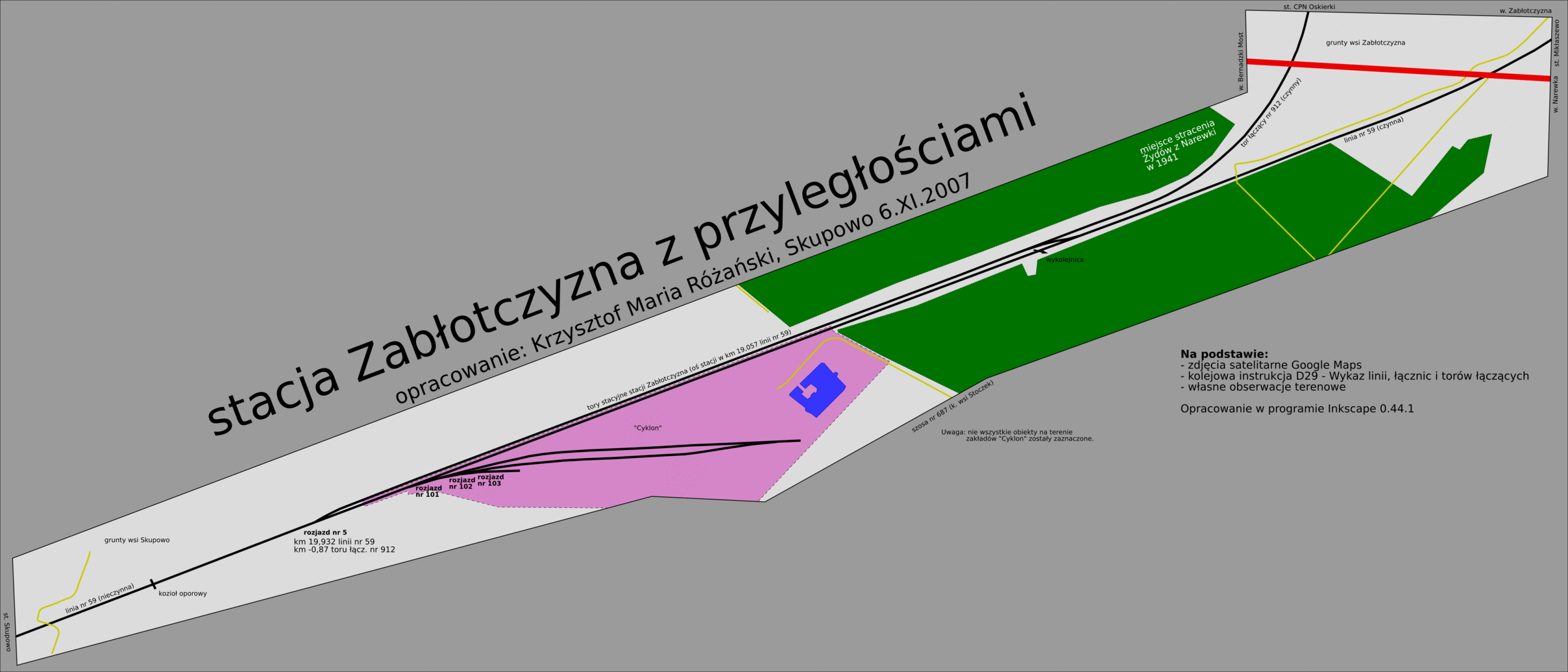
Schemat torów i okolic stacji

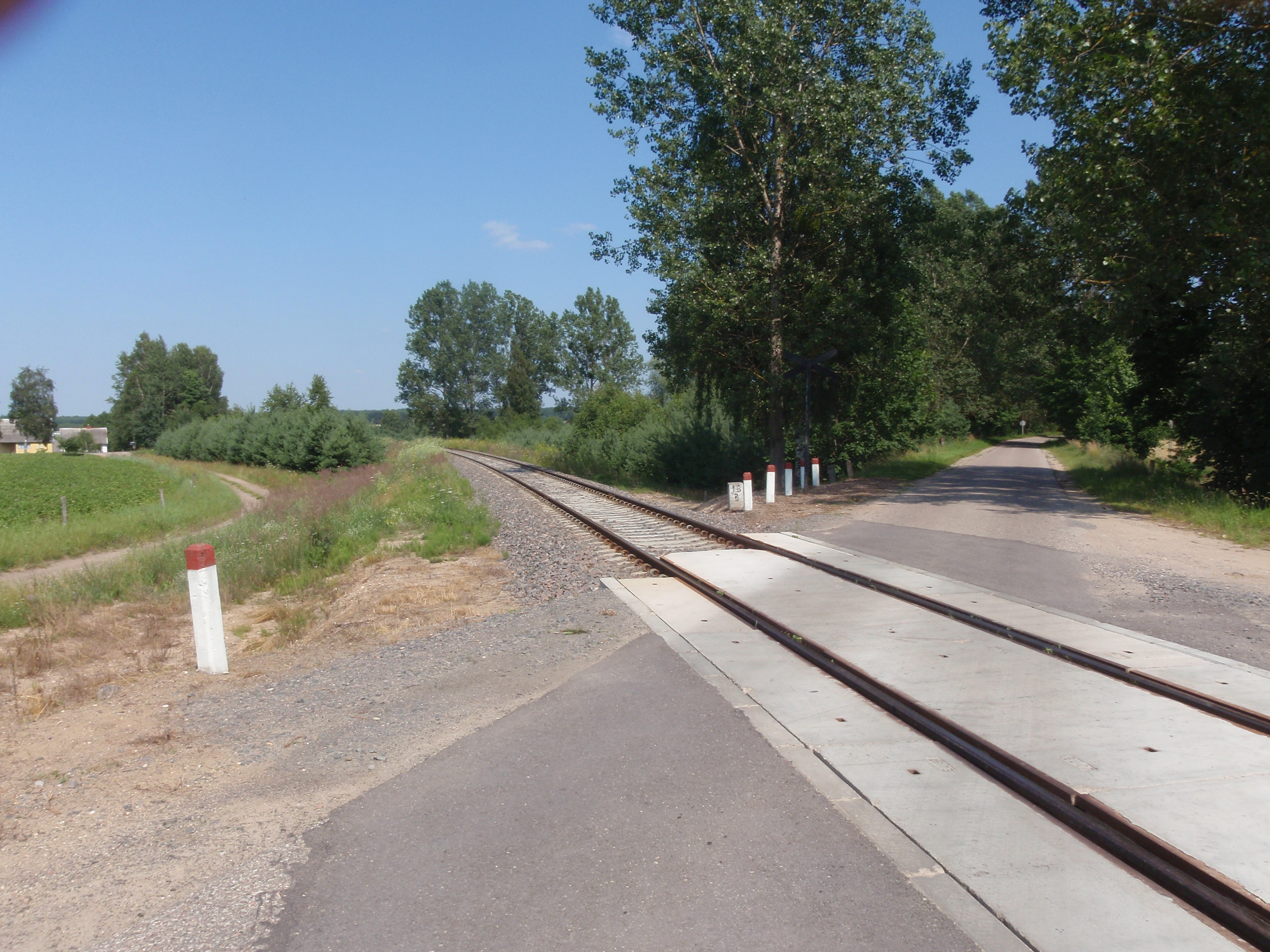
Przejazd kolejowo-drogowy na wschód od stacji